# Oliver Smedley
William Oliver Smedley (* 1911; † 1989) war ein britischer Unternehmer, Politiker und neoliberaler Aktivist. Er gehörte dem wirtschaftsliberalen, weit rechten Spektrum der liberalen Bewegung an und galt als Anhänger der Lehren von Friedrich August von Hayek. Sein Vater war einer der Direktoren von The Gramophone Company.
Im Zweiten Weltkrieg diente Smedley bei der britischen Armee. Er erreichte den Rang eines Majors. Für seinen Einsatz in der Normandie im Zweiten Weltkrieg wurde er 1944 mit dem Military Cross ausgezeichnet.
Smedley gehörte zu den Gründern des Piratensenders Radio Atlanta, der später mit Radio Caroline zu Radio Caroline South fusionierte. Er trat bis in die 1980er Jahre bei Wahlen für Kleinstparteien, die sich gegen den gemeinsamen EG/EU-Markt aussprachen, an, so zum Beispiel 1980 für die „Anti Common Market and Free Trade Party“. Jedoch gewann er nie einen Sitz im Parlament.

## Politische Betätigung
Smedley gehörte zunächst der Liberal Party an. Er war Mitbegründer zahlreicher politischer Organisationen und Denkfabriken, die sich scharf gegen jegliche staatliche Eingriffe in die Wirtschaft aussprachen; so der „Cheap Food League“, die sich gegen Subventionierung und Regulierung der Landwirtschaft richtete. Zu seinen Vorstellungen eines „Sound Money“ gehörten Steuersenkungen, massive Kürzungen öffentlicher Ausgaben und die Rückkehr zum Goldstandard. Als Mitglied der „Society of Individualists“ (später: „Society for Individual Freedom“), einer marktradikalen Organisation, lernte er Antony Fisher kennen, mit dem er 1955 das Institute of Economic Affairs (IEA) gründete. 1962 trat er unter Protest aus der Liberal Party aus, da diese den Beitritt Großbritanniens zur EWG befürwortete, und gründete die europafeindliche „Keep Britain Out“-Bewegung. Zu seinen Unternehmen gehörte auch eine „Reliance School of Investment“, deren Abschlüsse zweifelhaften Wert hatten.
Smedley betrachtete sich als Nonkonformisten. Ihm wird die Äußerung zugeschrieben, er fühle einen überwältigenden Drang, auf völlig legalem Wege Dinge zu tun, die eigentlich durch Gesetze verboten seien. Als Betätigungsfelder dazu nannte er ausdrücklich das Steuer- und Rundfunkrecht. Smedley war ein Gegner des Rundfunkmonopols der BBC, das er als eine Beschränkung des Informationsflusses und exemplarisch für staatliche Bevormundung ansah. Das von ihm mitbegründete IEA gab 1965 die Druckschrift „Wettbewerb im Rundfunk“ heraus, die ein Kapitel namens „Piracy as a Business Force“ enthielt.

## Project Atlanta Limited
Smedley war beeinflusst von Hayeks Lehre, nach der eine Volkswirtschaft sich durch den Austausch von Informationen und Signalen der Marktteilnehmer selbst reguliere. Er betrachtete das staatliche Rundfunkmonopol als schädlichen und ungerechtfertigten Eingriff, der den Informationsaustausch hemmt. Seit 1963 beteiligte er sich an einem Konsortium um ein Unternehmen namens CBC Plays Limited, das von dem Musikverleger Allan Crawford und der Schauspielerin Dorothy Black geführt wurde. Zweck des Unternehmens war der Betrieb eines Schiffes, auf dem ein privater Rundfunksender eingerichtet werden sollte. Smedley gründete 1963 die Firma „Project Atlanta Limited“, um dieses Ziel zu unterstützen. Es gelang ihm, von verschiedenen Interessenten ein Startkapital von 150.000 Pfund Sterling zu sammeln. Bei den Investoren soll es sich sowohl um Einzelpersonen, darunter Box- und Wrestling-Promoter und konservative Abgeordnete, aber auch Körperschaften wie Personen von Trinity House und ein Pensionsfonds der Port of London Authority, gehandelt haben. Smedley äußerte, sein geplanter Sender „Radio Atlanta“ werde „die letzte Bastion der Freiheit sein, falls das Land kommunistisch werden sollte.“
Nach der Anschaffung eines Schiffs sah sich Smedley plötzlich der Konkurrenz Ronan O’Rahillys gegenüber, der den gleichen Plan verfolgt hatte. Man einigte sich schließlich und fusionierte zu „Radio Caroline“, wobei O’Rahillys Schiff „Radio Caroline North“ und Smedleys „Radio Caroline South“ wurde.

### Tötung von Reg Calvert
1966 führte Smedley mit dem Radiopiraten Reg Calvert Fusionierungsgespräche, die jedoch stagnierten. In der Folge kam es zu einer Eskalation, in deren Verlauf Smedley Calvert erschoss. Smedley wurde freigesprochen, das Gericht erkannte auf Notwehr.

## Bücher und Schriften
- The Abominable No-Men. (The answer to Bevan, Beaverbrook, Beveridge and Butler), Alexander Publications, London 1952
- What is happening to the British economy?, Saffron Walden: Reliance School of Investment, Vertrieb: Unwin Brothers Ltd., 1976, ISBN 978-0-9504817-0-8
- Out! UK in EEC spells disaster, London 1986, ISBN 978-0-9511543-0-4
- Gold: the only honest money, Saffron Walden: Free Trade Anti-Common Market Party, 1990, ISBN 978-1-870512-01-5
- How parliament nearly lost control of the purse strings, Veröffentlichungsdaten unbekannt, OCLC-Nr. 786168029